# Tour de Korea
Il Tour de Korea (투르 드 코리아) è una corsa a tappe di ciclismo su strada che si svolge in Corea del Sud ogni anno in aprile. È inserito nel calendario dell'UCI Asia Tour classe 2.2.

## Albo d'oro
Aggiornato all'edizione 2019.
| Anno | Vincitore        | Secondo            | Terzo                  |
| ---- | ---------------- | ------------------ | ---------------------- |
| 2001 | Chun Dae-hong    | Tomoya Kano        | Akira Kakinuma         |
| 2002 | Tang Xuezhong    | Sergej Tretjakov   | Tanha Abbas Saeidi     |
| 2003 | Glen Chadwick    | Mike Carter        | Brett Aitken           |
| 2004 | Cory Lange       | Shinji Suzuki      | Karl Menzies           |
| 2005 | David McCann     | Stuart Shaw        | Eddy Hollands          |
| 2006 | Tobias Erler     | Oh Se-yong         | Ruslan Karimov         |
| 2007 | Park Sung-baek   | Shinichi Fukushima | Hannes Blank           |
| 2008 | Sergej Lagutin   | Erik Hoffmann      | Christoph Meschenmoser |
| 2009 | Roger Beuchat    | Jai Crawford       | Timothy Roe            |
| 2010 | Michael Friedman | Jesse Anthony      | Taiji Nishitani        |
| 2011 | Choi Ki Ho       | Markus Eibegger    | William Dugan          |
| 2012 | Park Sung-baek   | Alex Candelario    | Maximiliano Richeze    |
| 2013 | Michael Cuming   | Cheung King Lok    | Constantino Zaballa    |
| 2014 | Hugh Carthy      | Choe Hyeong-min    | Jack Haig              |
| 2015 | Caleb Ewan       | Patrick Bevin      | Adam Blythe            |
| 2016 | Grega Bole       | Javier Mejías      | Gong Hyo Suk           |
| 2017 | Kyeongho Min     | Edwin Ávila        | Evgenij Gidič          |
| 2018 | Serghei Țvetcov  | Stepan Astafyev    | Matteo Busato          |
| 2019 | Filippo Zaccanti | Benjamin Perry     | Raymond Kreder         |